# Saarijärvi (Gällivare socken, Lappland, 748668-175194)
Saarijärvi är en sjö i Gällivare kommun i Lappland och ingår i Kalixälvens huvudavrinningsområde. Sjön har en area på 0,0897 kvadratkilometer och ligger 373 meter över havet.

## Delavrinningsområde
Saarijärvi ingår i det delavrinningsområde (748178-175403) som SMHI kallar för Utloppet av Runnarijärvi. Medelhöjden är 393 meter över havet och ytan är 52,62 kvadratkilometer. Det finns inga avrinningsområden uppströms utan avrinningsområdet är högsta punkten. Runnarjoki som avvattnar avrinningsområdet har biflödesordning 4, vilket innebär att vattnet flödar genom totalt 4 vattendrag innan det når havet efter 225 kilometer. Avrinningsområdet består mestadels av skog (70 procent) och sankmarker (24 procent). Avrinningsområdet har 1,09 kvadratkilometer vattenytor vilket ger det en sjöprocent på 2,1 procent. Bebyggelsen i området täcker en yta av 0,29 kvadratkilometer eller 1 procent av avrinningsområdet.